# Eugène Aisberg
Eugène Aisberg (ur. 10 września 1905 w Odessie, zm. 4 października 1980 w Paryżu) – francuski, pochodzenia rosyjskiego, dziennikarz naukowy i popularyzator techniki.
Urodził się w Odessie, w granicach imperialnej Rosji, w latach 20.  wyemigrował do Francji. Działacz ruchu esperanckiego. Autor prac naukowych, głównie z elektroniki i technologii nadawczej oraz książek skierowanych do młodych entuzjastów radiotechniki (np. La Radio ? mais c'est très simple !, pol. Radio? Ależ to bardzo proste). Założył kilka czasopism: "Toute la Radio", "Industrial Electronics", "Radio constructeur et dépanneur" i "Electronique Actualités".

## Publikacje
W języku polskim:
- Nareszcie zrozumiałem radjo, Wydawnictwo Braci Drapczyńskich, 1935.
- Radio? Ależ to bardzo proste, PWT, 1959.
- Telewizja, ależ to bardzo proste, PWT, 1959.
- Tranzystor... ależ to bardzo proste, Warszawa: WNT, 1965.
- Telewizja kolorowa - to prawie proste, Warszawa: WNT, 1971.
- Radio i telewizja, ależ to bardzo proste, Warszawa: WNT, 1974.